# Vélo d'or français 2024
 (mai 2025).
Si vous disposez d'ouvrages ou d'articles de référence ou si vous connaissez des sites web de qualité traitant du thème abordé ici, merci de compléter l'article en donnant les références utiles à sa vérifiabilité et en les liant à la section « Notes et références ».
Navigation
Édition précédente Édition suivante
Le Vélo d'or français 2024 est une récompense attribuée par le magazine Vélo Magazine, récompensant les meilleur(e)s cyclistes français(e) de la saison 2024.
Depuis 2023, le vélo d'or français est divisé en deux catégories : le trophée Bernard Hinault, récompensant le ou la meilleur(e) cycliste sur route français(e) de l'année, et le trophée Daniel Morelon réservé aux meilleurs athlètes tricolores des différentes disciplines olympiques comme la piste, le VTT ou encore le BMX.
En 2024, un nouveau trophée fait son apparition, il concerne la catégorie handisport, et récompense le ou la meilleur(e) para-cycliste français(e) de la saison.
Il s'agit de la 33e édition du Vélo d'or français.

## Règlement
En 2024, un jury de 28 journalistes nationaux spécialisés dans le cyclisme élisent les Vélo d'or français (trophée Bernard Hinault et trophée Daniel Morelon). Ils classent les cinq nommés selon le barème suivant :
| Choix  | Premier | Deuxième | Troisième | Quatrième | Cinquième |
| ------ | ------- | -------- | --------- | --------- | --------- |
| Points | 5       | 4        | 3         | 2         | 1         |

## Classement du Vélo d'or français: trophée Bernard Hinault
Les résultats du vélo d'or français sont dévoilés le 6 décembre 2024.
| Rang | Coureur            | Équipe                     | Points | % |
| ---- | ------------------ | -------------------------- | ------ | - |
| 1    | Romain Bardet      | dsm-firmenich PostNL       |        |   |
|      | Christophe Laporte | Visma-Lease a Bike         |        |   |
|      | Juliette Labous    | dsm-firmenich PostNL       |        |   |
|      | Paul Lapeira       | Decathlon AG2R La Mondiale |        |   |
|      | Kévin Vauquelin    | Arkéa-B&B Hotels           |        |   |
|      | Benoit Cosnefroy   | Decathlon AG2R La Mondiale |        |   |
|      | Valentin Madouas   | Groupama-FDJ               |        |   |
|      | Cédrine Kerbaol    | Ceratizit-WNT              |        |   |
|      | Lenny Martinez     | Groupama-FDJ               |        |   |
|      | Évita Muzic        | FDJ-Suez                   |        |   |

## Classement du Vélo d'or français: trophée Daniel Morelon
Les résultats du vélo d'or français sont dévoilés le 6 décembre 2024.
| Rang | Coureur                | Équipe                     | Discipline   | Points | % |
| ---- | ---------------------- | -------------------------- | ------------ | ------ | - |
| 1    | Pauline Ferrnad-Prévot | Ineos-Grenadiers           | VTT          |        |   |
|      | Sylvain André          | Équipe nationale de BMX    | BMX          |        |   |
|      | Victor Koretzky        | Specialized Factory Racing | VTT, route   |        |   |
|      | Benjamin Thomas        | Cofidis                    | piste, route |        |   |
|      | Joris Daudet           | Équipe nationale de BMX    | BMX          |        |   |

## Classement du Trophée du (de la) meilleur(e) para-cycliste français(e)
Les résultats du trophée sont dévoilés le 6 décembre 2024.
| Rang | Coureur          | Équipe                         | Discipline       | Points | % |
| ---- | ---------------- | ------------------------------ | ---------------- | ------ | - |
| 1    | Alexandre Léauté | VCP Loudéac                    | route, piste     |        |   |
|      | Mathieu Bosredon | Bataillon de Joinville         | route            |        |   |
|      | Heïdi Gauguin    | Urt vélo 64                    | route, piste     |        |   |
|      | Florian Jouanny  | Grenoble Métropole Cyclisme 38 | route, triathlon |        |   |
|      | Marie Patouillet | US Créteil                     | route, piste     |        |   |

## Autres Vélo d'or
Il existe également des distinctions données par Vélo Magazine pour les catégories de jeunes.
| Espoirs (moins de 23 ans) | Juniors (17-18 ans) | Cadets (15-16 ans) |
| ------------------------- | ------------------- | ------------------ |
| Brieuc Rolland            | Paul Seixas         | Gabriel Genter     |